# Marguerite Roesgen-Champion
Marguerite Roesgen-Champion   (Ginebra, 25 de gener de 1894 - Ieras, 30 de juny de 1976) va ser una compositora, pianista i clavecinista suïssa.
Roesgen-Champion va estudiar al Conservatori de Música de Ginebra, sobretot amb Marie Panthès. Des del 1926, va viure com a compositora a París. Va compondre obres per a orquestra, clavicèmbal i piano, així com obres de cambra i corals.
Com a pianista, va interpretar diversos concerts per a piano de Mozart i Haydn. Al clavicèmbal va interpretar composicions per a clavicèmbal de Jean-Henry d'Anglebert i Johann Christoph Friedrich Bach.
El 1940 Roesgen-Champion va fundar una sèrie de concerts titulada "Suites Française", que va ser un aparador per a estudiants de distinció del Conservatori de París. També va donar suport a l'Orchester Jane Evrard (també coneguda com l'Orquestra femenina de París), fundada per Jane Evrard, que era una orquestra de cambra exclusivament femenina que interpretava obres contemporànies, inclosa l'estrena de la Petite Suite de Guy Ropartz.

## Obres
- Sonata per a flauta i teclat
- Blue and Gold Story, piano a 4 mans
- Suite francesa per a flauta i arpa
- Domine not in Furore per a cor mixt a cappella
- Vals per a piano
- Concert per a saxo, clavicèmbal i fagot
- A la Lluna, cant de flauta i piano
- Concert gross0 per a violí, violoncel, clavicèmbal i orquestra